# Tyrrell 020
Der Tyrrell 020 war ein Formel-1-Rennwagen, mit dem das Tyrrell Racing Team in der Saison 1991 an der Formel-1-Weltmeisterschaft teilnahm. Mit dem von George Ryton konstruierten 020 wandte sich Tyrrell erstmals in seiner Formel-1-Geschichte von herkömmlichen Kundenmotoren ab: Anders als in den Jahren zuvor hatte das Team nunmehr einen Motor mit Werksunterstützung zur Verfügung. Der 020 sollte an das leistungsfähige Vorgängermodell anknüpfen, erwies sich aber als problematisch und erfüllte die Erwartungen nicht. Der 020 war die konzeptionelle Grundlage für zwei weitere Modelle, die 1992 und 1993 mit wechselnden Motoren unter den Bezeichnungen 020B und 020C an den Start gingen.

## Hintergrund
Die 1960 von Ken Tyrrell gegründete Tyrrell Racing Organisation nahm ab 1968 an der Formel-1-Weltmeisterschaft teil. Nachdem das Team bis 1973 mit Jackie Stewart drei Fahrer- und einen Konstrukteurstitel gewonnen hatte, begann ein sportlicher Niedergang, der 1984 in einem Ausschluss von der Weltmeisterschaft mündete. Nach dem Ende der sogenannten Turboära, an der Tyrrell nur widerwillig und halbherzig als Renault-Kundenteam teilgenommen hatte, und mittelmäßigen Leistungen Ende der 1980er-Jahre begann 1989 eine Renaissance des Teams, an der der Konstrukteur Harvey Postlethwaite maßgeblichen Anteil hatte. Postlethwaite setzte auf innovative konstruktive Lösungen, die 1990 zum Tyrrell 019 führten, der durch seine sogenannte Hochnase die Aerodynamik der Formel-1-Autos revolutionierte. Der 019 galt als eines der besten Autos der Saison 1990, konnte aber seine Vorteile aufgrund des Leistungsdefizits des von Hart getunten Cosworth-DFR-Motors nicht voll ausspielen. Für die Saison 1991 gelang es Teamchef Ken Tyrrell, einen sogenannten Werksmotor zu erhalten. Durch eine Verbindung zu McLaren, die außerdem eine Zusammenarbeit auf dem Sponsorsektor beinhaltete, konnte Tyrrell 1991 Zehnzylindermotoren von Honda einsetzen. Es waren diejenigen Triebwerke, die McLaren im Vorjahr mit großem Erfolg eingesetzt hatte. McLaren gab die Nutzung der Zehnzylindermotoren für 1991 auf und setzte stattdessen exklusiv neu konstruierte Zwölfzylinder von Honda ein.
Die Verbindung aus Tyrrells Chassis und Hondas Zehnzylindermotor weckte hohe Erwartungen; Ken Tyrrell sprach beispielsweise von regelmäßigen Siegen. Tatsächlich aber verlief die Saison enttäuschend. Beobachter führten das sowohl auf das technische Paket des 020 als auch auf die angeblich wenig talentierten Fahrer zurück. Sowohl die Zuverlässigkeit als auch die Handlichkeit des Autos seien mangelhaft gewesen. Einige bezeichneten den 020 als desaströs. Während der 019 ein bemerkenswert effektives Auto war, sei der 020 „einfach nur scheußlich“ gewesen. Die nicht erfüllten Erwartungen hatten zur Folge, dass sich Honda aus dem Tyrrell-Team als Motorenlieferant zurückzog. Für Tyrrell begann daraufhin eine Phase wechselnder Motorenpartner.

## Technik

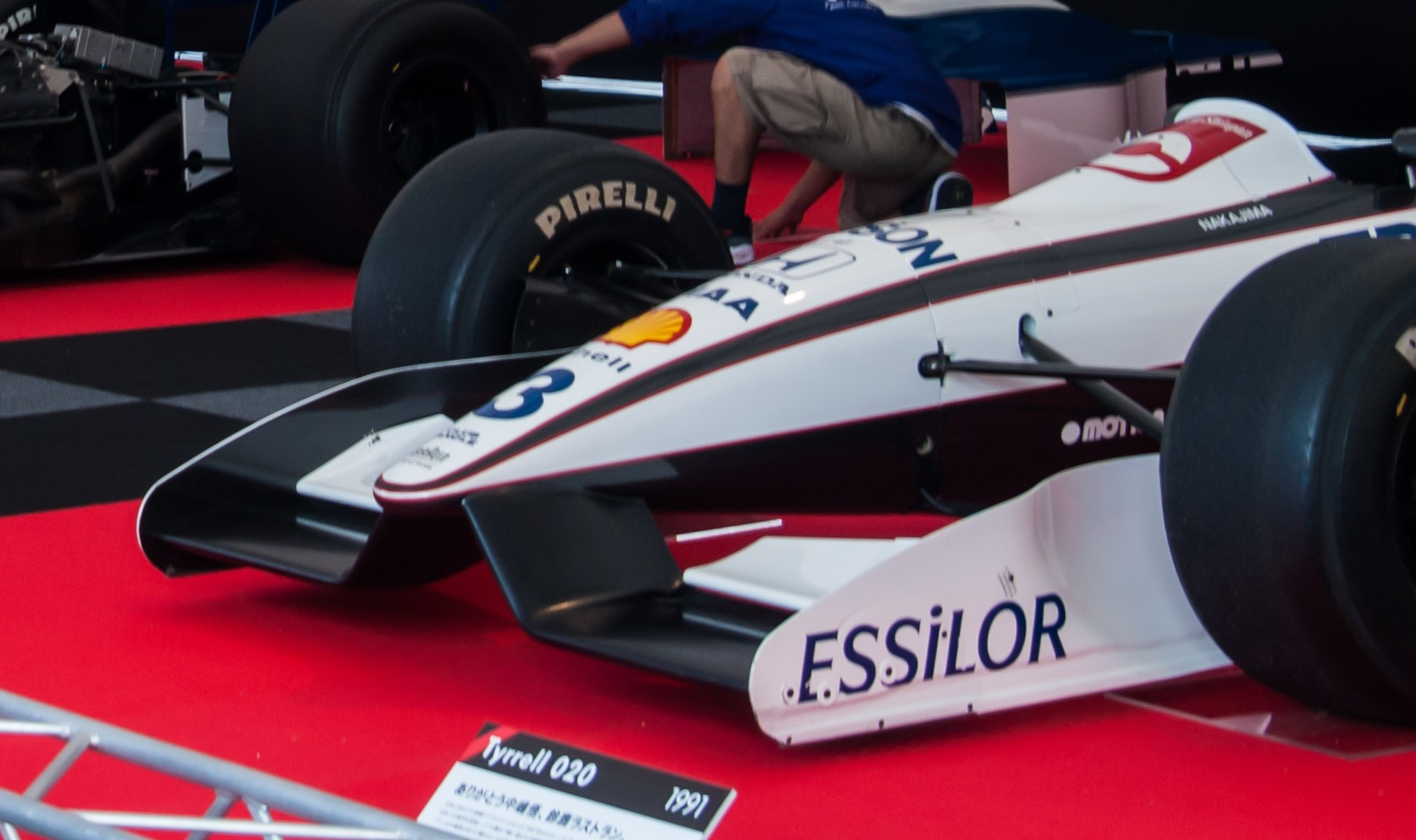
Hohe Frontpartie: sog. Concorde-Nase

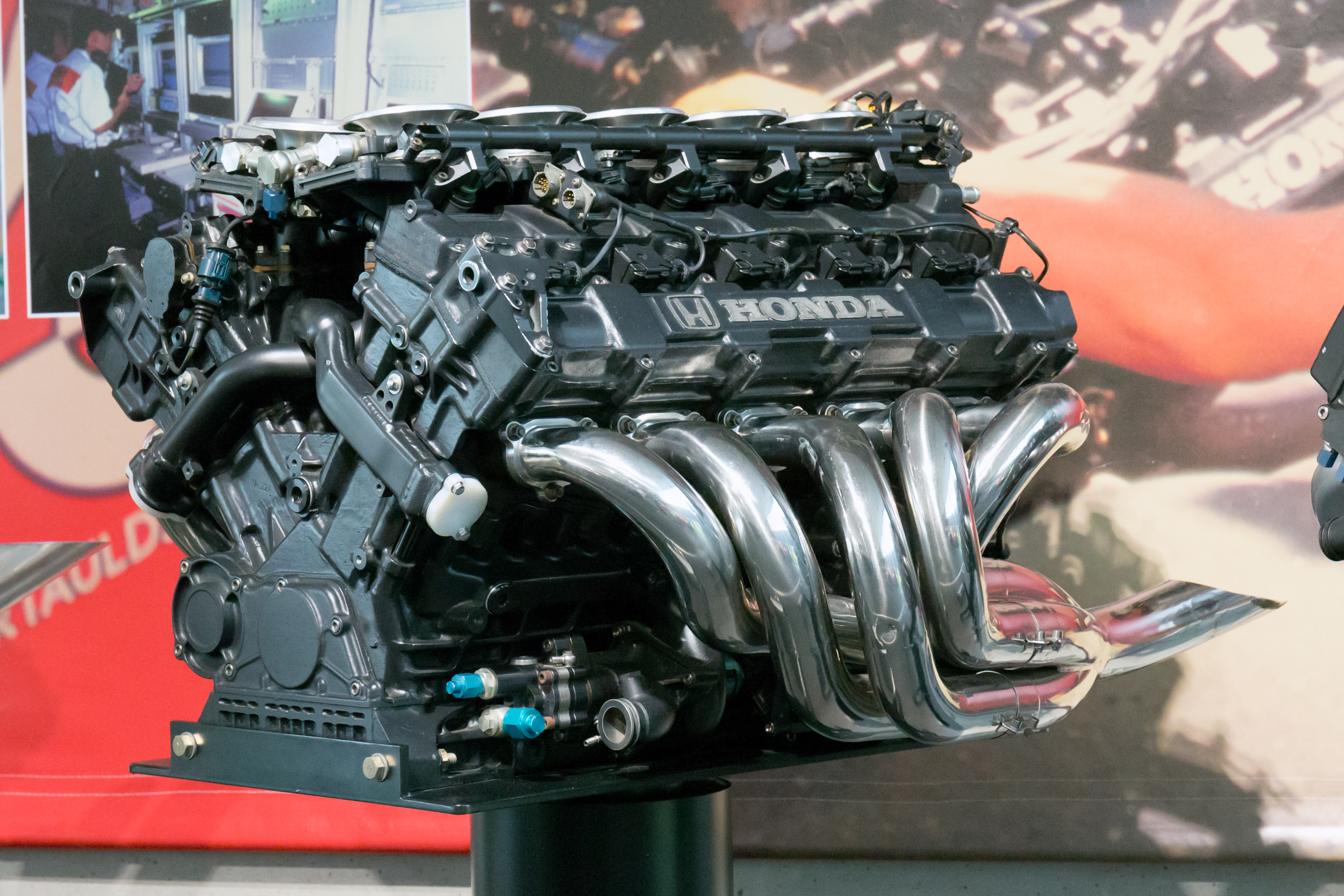
V10-Motor von Honda

Der Tyrrell 020 folgte den Konstruktionsprinzipien des erfolgreichen Vorgängermodells 019 und ähnelte diesem auch äußerlich. In der Motorsportliteratur gehen die Meinungen darüber auseinander, inwieweit der 020 eine Neukonstruktion war. Einige Beobachter beschreiben den 020 als vollständig neues Auto, andere sehen in ihm lediglich eine schlichte Überarbeitung des 019. Der 020 hatte wie sein Vorgänger eine Hochnase, also einen spitz zulaufenden Vorderwagen mit darunter aufgehängten separaten Flügelelementen. Diese unter Bezugnahme auf das gleichnamige Flugzeug auch Concorde Nose genannte Frontpartie war 1990 am Tyrrell 019 eingeführt worden und galt als revolutionäres Konzept, das in den folgenden Jahren von jedem anderen Rennstall kopiert wurde. Der 020 übernahm vom 019 außerdem den einzelnen vorderen Stoßdämpfer („Monoshock“), der von Koni bezogen wurde. Vorn und hinten wurden die innenliegenden Federn und Dämpfer über Schubstangen betätigt.
Als Antrieb diente der RA101E-Motor von Honda. Anders als im Jahr zuvor – und anders als bei McLarens neuem Zwölfzylindermotor – bereitete Honda den Motor nicht selbst vor, sondern die Honda-Tochter Mugen, die auch die Wartung übernahm. Der RA101E war ein V-Zehnzylindermotor mit einem Bankwinkel von 72 Grad. Er war deutlich schwerer und größer als der im Vorjahr verwendete Cosworth DFR. Die Ausmaße des Motors bedingten eine Veränderung der Einbauposition, was zusammen mit dem höheren Eigengewicht zu einer nachhaltigen Verschlechterung der Gewichtsverteilung führte. Sie war nicht so ausgewogen wie beim 019, der in dieser Hinsicht vorbildlich gewesen war, sodass das Fahrverhalten des 020 deutlich schlechter war. Die Kraft wurde über ein manuell geschaltetes Sechsganggetriebe übertragen, das Tyrrell unter Verwendung von X-Trac-Teilen selbst konstruiert hatte.
Tyrrell verwendete wie Benetton und einige kleinere Teams Reifen von Pirelli, die in der Saison 1991 den Ruf erhielten, in der Qualifikation den Konkurrenz-Reifen von Goodyear über-, im Rennen dagegen unterlegen zu sein. Beobachter waren sich darin einig, dass Pirelli zwischen den einzelnen Kunden differenzierte und die an Tyrrell gelieferten Reifensätze nicht der Qualität entsprachen, die Benetton erhielt.

## Produktion
Acht Chassis vom Typ 020 wurden gebaut. Das erste Chassis war im Dezember 1990 fertiggestellt; einen Tag vor Weihnachten führte Stefano Modena den ersten Funktionstest mit ihm durch. In den folgenden neun Monaten entstanden sieben weitere Chassis. Das letzte von ihnen hatte eine modifizierte Radaufhängung.
Das am häufigsten verwendete Chassis war der 020/6, der insgesamt bei elf Rennen eingesetzt wurde. Chassis 020/8 wurde nur einmal an den Start gebracht, die Chassis 020/1 und 020/4 kamen bei keinem Rennen zum Einsatz.
Die Chassis wurden im Laufe des Jahres wie folgt eingesetzt:
| Grand Prix     | Tyrrell 020/1 | Tyrrell 020/2 | Tyrrell 020/3 | Tyrrell 020/4 | Tyrrell 020/5 | Tyrrell 020/6 | Tyrrell 020/7 | Tyrrell 020/8 |
| -------------- | ------------- | ------------- | ------------- | ------------- | ------------- | ------------- | ------------- | ------------- |
| USA            | Ersatzwagen   | Modena        | Nakajima      |               |               |               |               |               |
| Brasilien      | Ersatzwagen   | Modena        | Nakajima      |               |               |               |               |               |
| San Marino     |               | Nakajima      |               | Ersatzwagen   | Modena        |               |               |               |
| Monaco         |               | Nakajima      |               | Ersatzwagen   | Modena        |               |               |               |
| Kanada         |               |               |               | Ersatzwagen   | Modena        | Nakajima      |               |               |
| Mexiko         |               |               |               | Ersatzwagen   | Modena        | Nakajima      |               |               |
| Frankreich     |               |               |               | Ersatzwagen   | Modena        | Nakajima      |               |               |
| Großbritannien |               |               |               | Ersatzwagen   |               | Nakajima      | Modena        |               |
| Deutschland    |               | Modena        |               | Ersatzwagen   |               | Nakajima      |               |               |
| Ungarn         |               |               |               | Ersatzwagen   | Modena        | Nakajima      |               |               |
| Belgien        |               |               |               | Ersatzwagen   |               | Nakajima      | Modena        |               |
| Italien        |               |               |               | Ersatzwagen   |               | Modena        | Nakajima      |               |
| Portugal       |               |               |               | Ersatzwagen   |               | Modena        | Nakajima      |               |
| Spanien        |               |               |               | Ersatzwagen   |               | Modena        | Nakajima      |               |
| Japan          |               |               |               | Ersatzwagen   |               | Nakajima      |               | Modena        |
| Australien     |               | Ersatzwagen   | Modena        |               | Nakajima      |               |               |               |

## Lackierung und Sponsoring
Der 020 war 1991 schwarz-weiß lackiert. 1991 waren der deutsche Elektrogerätehersteller Braun, Epson und Calbee die Hauptsponsoren.

## Fahrer

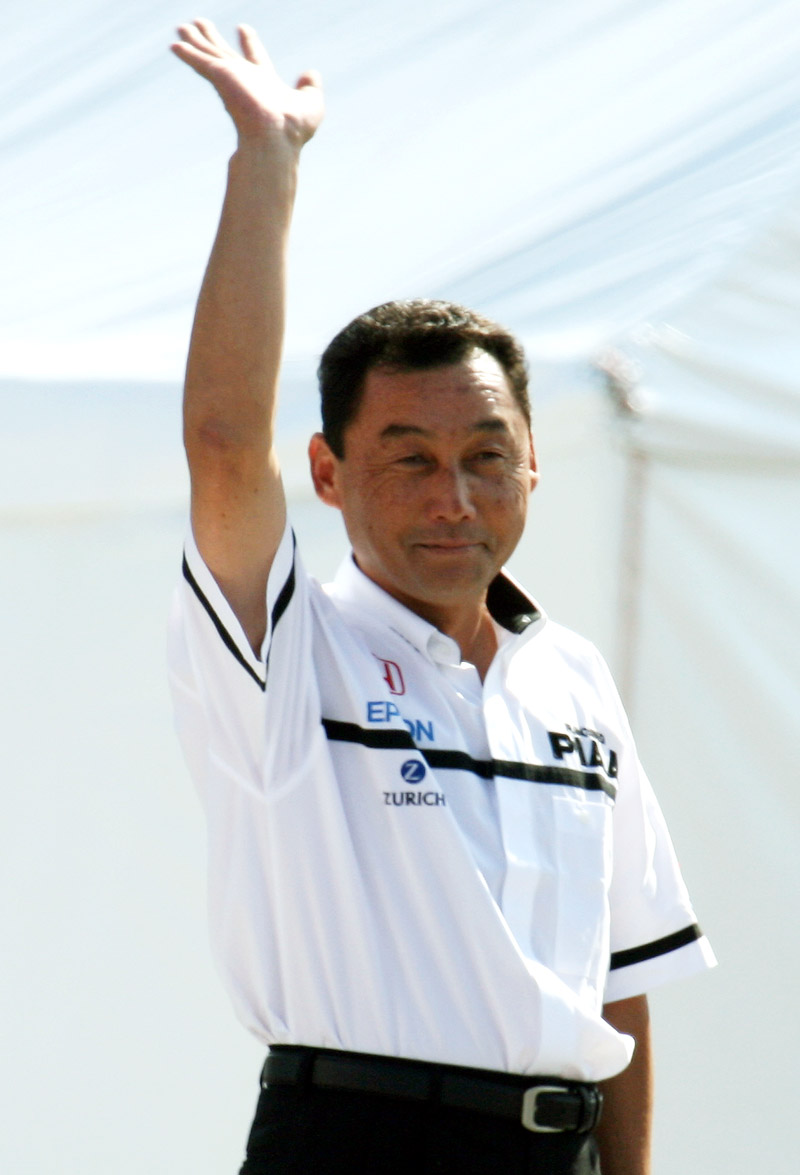
Letztes Formel-1-Jahr im Tyrrell 020: Satoru Nakajima

Tyrrell trat 1991 erneut mit Satoru Nakajima an. Seine (erneute) Verpflichtung erfolgte auf Wunsch des Motorenlieferanten, der an dem Einsatz eines japanischen Rennfahrers interessiert war. Honda zahlte Nakajimas Gehalt. Tyrrells bisheriger Spitzenfahrer Jean Alesi, der 1990 mit dem 019 in einigen Rennen erfolgreich gewesen war und den Ken Tyrrell für „einen neuen Jackie Stewart“ gehalten hatte, stand dagegen 1991 nicht mehr zur Verfügung. Alesi fuhr in dieser Saison für die Scuderia Ferrari. Sein Weggang, der mit einer vorzeitigen Vertragsauflösung verbunden war, verschaffte Tyrrell zusätzliche Einnahmen in Form einer Ausgleichszahlung von Ferrari. An Alesis Stelle fuhr den zweiten 020 nun Stefano Modena, der zu Beginn seiner Formel-1-Karriere als künftiger Weltmeister angesehen worden war, in den ersten Jahren aber nur wenige Erfolge hatte erzielen können.
Für seine Fahrerwahl wurde Ken Tyrrell 1991 wiederholt kritisiert. Nakajima galt allgemein als rennmüde und wenig engagiert. Nach Ablauf der Saison 1991 beendete er seine aktive Rennfahrerkarriere, blieb aber Tyrrell für mehrere weitere Jahre als Sponsorenvermittler verbunden. Modena wurde als ambitioniert, aber wenig überlegt handelnd angesehen. Beobachter hielten ihn für einen schlechten Alesi-Ersatz.

## Renneinsätze
Das beste Rennergebnis des Tyrrell 020 war Modenas zweiter Rang in Kanada, der Rest der Saison war aber enttäuschend. Modena wurde in der Weltmeisterschaft Achter mit 10 Punkten und Nakajima mit 2 Punkten Fünfzehnter. Nakajima kam nur siebenmal ins Ziel und erreichte nur einmal einen Punkterang.
Einige Male fielen die Fahrer in aussichtsreicher Position aus. So lag Nakajima beim Rennen in Imola nach 15 Runden auf Platz 4, als ihn ein Getriebeschaden ereilte. Im selben Rennen fiel Modena nach 41 Runden mit einem Motorschaden aus; zu diesem Zeitpunkt hatte er auf dem dritten Platz gelegen. Noch dramatischer verlief das Rennen zwei Wochen später in Monaco: Modena fuhr auf Platz 2, als ihm nach 42 Runden im Tunnel der Motor platzte und er wiederum ausschied. Auf der Strecke verteiltes Öl aus diesem Defekt ließ den hinter Modena fahrenden Williams-Piloten Riccardo Patrese in die Banden fahren. Andere Rennen verliefen hingegen auch bei Zielankünften wesentlich schlechter. So bildeten Modena und Nakajima in Mexiko mit den Plätzen 12 und 13 bei drei Runden Rückstand auf den Sieger Patrese den Schluss der Wertung. Mit den Plätzen 16 und 17 in Spanien wiederholte sich dieser Zieleinlauf später noch einmal; ebenso kam Modena in Hockenheim als 13. und letzter Fahrer ins Ziel, hier mit vier Runden Rückstand auf Nigel Mansell.

## Weiterentwicklung

### 1992
Für die Saison 1992 wurde der Tyrrell 020 zum Modell 020B modifiziert. Das Auto erhielt eine bessere Chassisbalance und einen Zehnzylinder-V-Motor von Ilmor mit Aluminium-Block. Insgesamt konnten rund sieben Kilogramm am Gesamtgewicht eingespart werden und das Auto wog noch 510 Kilogramm. Ansonsten konnte Tyrrell den Wagen aus finanziellen Gründen nur wenig weiterentwickeln, da ein Hauptsponsor ausschied und kein großer Geldgeber zu finden war. Statt Pirelli- wurden Goodyear-Reifen eingesetzt.

### 1993
Im Jahr 1993 wurde der 020B nur geringfügig modifiziert und es folgte die Bezeichnung Tyrrell 020C. Neu war ein im Namen von Yamaha von Judd entwickelter V10-Motor, der sich allerdings als zu schwach und wenig zuverlässig erwies. Ab dem Großen Preis von Großbritannien wurde der Tyrrell 021 eingesetzt.

## Resultate
| Jahr | Team/Chassis | Motor             | Fahrer          | 1   | 2   | 3   | 4   | 5   | 6   | 7   | 8   | 9   | 10  | 11  | 12  | 13  | 14  | 15  | 16  | Punkte | Rang |
| ---- | ------------ | ----------------- | --------------- | --- | --- | --- | --- | --- | --- | --- | --- | --- | --- | --- | --- | --- | --- | --- | --- | ------ | ---- |
| 1991 | Tyrrell 020  | Honda RA101-E V10 |                 | USA | BRA | SMR | MON | CAN | MEX | FRA | GBR | GER | HUN | BEL | ITA | POR | ESP | JPN | AUS | 12     | 6    |
| 1991 | Tyrrell 020  | Honda RA101-E V10 | Satoru Nakajima | 5   | DNF | DNF | DNF | 10  | 12  | DNF | 8   | DNF | 15  | DNF | DNF | 13  | 17  | DNF | DNF | 12     | 6    |
| 1991 | Tyrrell 020  | Honda RA101-E V10 | Stefano Modena  | 4   | DNF | DNF | DNF | 2   | 11  | DNF | 7   | 13  | 12  | DNF | DNF | DNF | 16  | 6   | 10  | 12     | 6    |

| Legende  | Legende            | Legende                                                          |
| Farbe    | Abkürzung          | Bedeutung                                                        |
| -------- | ------------------ | ---------------------------------------------------------------- |
| Gold     | –                  | Sieg                                                             |
| Silber   | –                  | 2. Platz                                                         |
| Bronze   | –                  | 3. Platz                                                         |
| Grün     | –                  | Platzierung in den Punkten                                       |
| Blau     | –                  | Klassifiziert außerhalb der Punkteränge                          |
| Violett  | DNF                | Rennen nicht beendet (did not finish)                            |
| Violett  | NC                 | nicht klassifiziert (not classified)                             |
| Rot      | DNQ                | nicht qualifiziert (did not qualify)                             |
| Rot      | DNPQ               | in Vorqualifikation gescheitert (did not pre-qualify)            |
| Schwarz  | DSQ                | disqualifiziert (disqualified)                                   |
| Weiß     | DNS                | nicht am Start (did not start)                                   |
| Weiß     | WD                 | zurückgezogen (withdrawn)                                        |
| Hellblau | PO                 | nur am Training teilgenommen (practiced only)                    |
| Hellblau | TD                 | Freitags-Testfahrer (test driver)                                |
| ohne     | DNP                | nicht am Training teilgenommen (did not practice)                |
| ohne     | INJ                | verletzt oder krank (injured)                                    |
| ohne     | EX                 | ausgeschlossen (excluded)                                        |
| ohne     | DNA                | nicht erschienen (did not arrive)                                |
| ohne     | C                  | Rennen abgesagt (cancelled)                                      |
| ohne     | keine WM-Teilnahme |                                                                  |
| sonstige | P/fett             | Pole-Position                                                    |
| sonstige | 1/2/3/4/5/6/7/8    | Punktplatzierung im Sprint-/Qualifikationsrennen                 |
| sonstige | SR/kursiv          | Schnellste Rennrunde                                             |
| sonstige | *                  | nicht im Ziel, aufgrund der zurückgelegten Distanz aber gewertet |
| sonstige | ()                 | Streichresultate                                                 |
| sonstige | unterstrichen      | Führender in der Gesamtwertung                                   |